# Ospreys
El Ospreys es uno de los 4 equipos profesionales de rugby de Gales que compiten anualmente en el United Rugby Championship y en la Copa de Campeones.
Su terreno de juego es el Liberty Stadium de Swansea, con capacidad para 20 532 espectadores, que fue inaugurado en el año 2005, y que comparte con el equipo de fútbol del Swansea City.

## Historia
El origen del equipo en 2003 se debió a la necesidad de reducir el número de equipos profesionales que había en Gales hasta ese año. De 9 equipos existentes se decidió reducir inicialmente el número a 5 equipos, y posteriormente a 4, para garantizar la estabilidad económica de todos ellos, así como su competitividad a nivel europeo a la hora de enfrentarse a equipos ingleses, franceses, irlandeses y escoceses. El club fue creado como una alianza entre los 2 clubs más potentes de la región, el Swansea RFC y el Neath RFC, ambos campeones de Gales varias veces, y que todavía hoy son los propietarios del club al 50% cada uno.
Desde su creación, el Ospreys ha sido un equipo exitoso a nivel deportivo, consiguiendo sus mayores triunfos en la United Rugby Championship. El club ostenta 4 títulos en esta competición, más que ningún otro equipo de Gales, habiéndolos conseguido en las temporadas 2004/05, 2006/07 2009-10 y 2011/12. Además en el año 2008 consiguió vencer la Anglo-Welsh Cup, competición que enfrenta a los 4 equipos profesionales de Gales y a los 12 clubs ingleses de la Aviva Premiership, derrotando en la final al todopoderoso equipo de Leicester Tigers.
En las filas de los Ospreys han destacado nombres propios del rugby como Justin Marshall, Gavin Henson, Ryan Jones, James Hook o Shane Williams, elegido mejor jugador del mundo en 2008.

## Títulos
- United Rugby Championship (4): 2004-05, 2006-07, 2009-10, 2011-12
- Anglo-Welsh Cup (1): 2007-08
- Shield Gales URC (2): 2021-22, 2023-24